# 雷冬竹
雷冬竹（1968年12月—），湖南桂阳人，汉族，中华人民共和国政治人物、第十二届全国人民代表大会湖南地区代表。
1991年7月毕业于衡阳医学院妇产科专业后在郴州市第一人民医院妇产科从事临床医疗工作。加入九三学社。2013年，担任全国人大代表。2018年2月24日，当选为第十三届全国人大代表。
2024年2月27日，湖南省人大常委会决定罢免雷冬竹的第十四届全国人民代表大会代表职务。